# Barcelona (BLØF)
Barcelona is een nummer van de Nederlandse band BLØF uit 2003. Het is de derde single van hun zesde studioalbum Omarm. De single werd uitgebracht op 28 november 2003.
Het nummer is een ballad, die gaat over de reis van de band naar de Spaanse stad Barcelona om de dood van drummer Chris Götte (17 maart 2001) te verwerken. "Barcelona" wordt dan in de gelijknamige stad geschreven, en gaat over hoe erg de overige bandleden de drummer missen. De band omschrijft het nummer zelf als de muzikale tegenhanger van "Liefs uit Londen". Het nummer was minder succesvol dan de vorige twee singles van het album "Omarm", het haalde in Nederland de 7e positie in de Tipparade.